# Antoni Comín i Oliveres
Antoni Comín i Oliveres   (Barcelona, 7 de març de 1971), també conegut com a Toni Comín, és un filòsof, intel·lectual i polític català. Actualment,des de quan? és vicepresident executiu del Consell de la República i diputat al Parlament Europeu des de juliol del 2019. És el quart fill del polític i intel·lectual Alfons Carles Comín i Ros i de Maria Lluïsa Oliveres i Sanvicens, darrere de la Maria, el Pere i la Betona. És la parella de l'escenògraf Sergi Corbera i són pares d'una filla, la Laia.
Va cursar els seus estudis de primària, secundària i batxillerat a l'escola Santa Anna, a Barcelona, i els de música amb l'especialitat de piano, fins al grau superior, a l’Escola de Música de Barcelona. Es va llicenciar en filosofia i lletres, i en ciències polítiques per la Universitat Autònoma de Barcelona i el 1996 va obtenir la beca Robert Schuman per fer un stage a la seu del Parlament Europeu, a Luxemburg. Més tard va cursar el postgrau en Humanitats a la Universitat Pompeu Fabra, on va obtenir el títol de postgraduat.
Va iniciar la seva carrera professional com a docent al col·legi del Sagrat Cor de Barcelona i des de l’any 1998 fins al 2017 ha estat professor del Departament de Filosofia social d'ESADE (Universitat Ramon Llull).

## Biografia

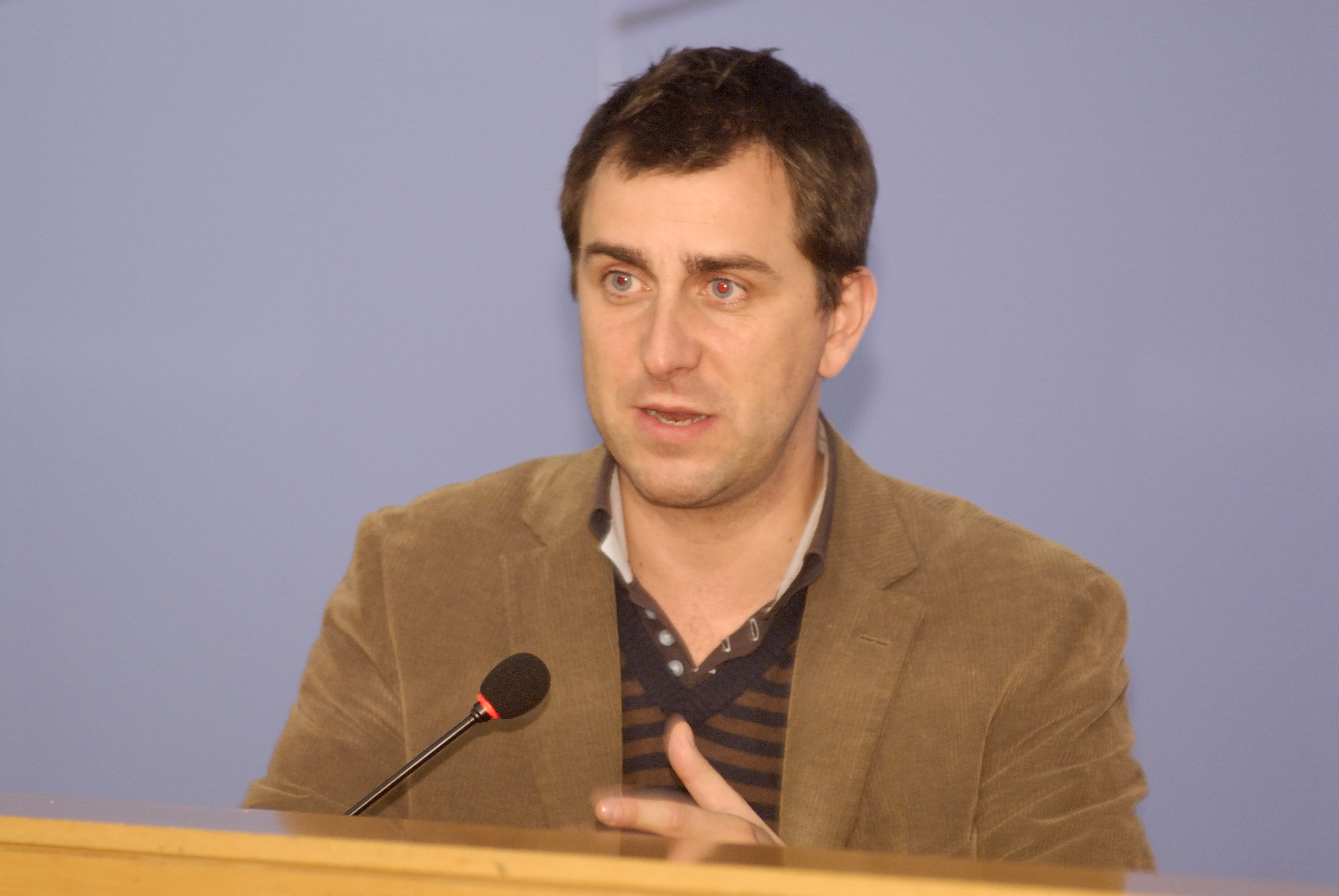
Toni Comín, al Museu d'Història de Catalunya el 2008.

Fill d'Alfonso Carlos Comín i Ros i de Maria Lluïsa Oliveres i Sanvicens, i net del diputat i dirigent carlí aragonès Jesús Comín Sagüés. Estudià el Batxillerat a l'escola Santa Anna a Barcelona i es va llicenciar en filosofia i ciències polítiques per la Universitat Autònoma de Barcelona. És professor de ciències socials a ESADE (Universitat Ramon Llull), membre de la Fundació Alfonso Comín i del Centre d'Estudis Cristianisme i Justícia. Ha col·laborat a la revista El Ciervo, al diari El Mundo-Catalunya i a la tertúlia de RAC 1 El perquè de tot plegat, entre d'altres mitjans de comunicació.

### Entrada en Política
Antoni Comín i Oliveres és membre de la Fundació Alfonso Comín. La figura d'Alfonso Comín, un dels líders de l'oposició democràtica al franquisme, és cabdal per comprendre la trajectòria intel·lectual i política del seu fill, Antoni Comin. Alfonso Comín representava el corrent cristià d’esquerra durant la lluita antifranquista i els primers anys de la transició a Espanya. Sempre defensant els valors de la igualtat, la justícia social i el catalanisme alhora que unes profundes conviccions cristianes, Alfonso Comín és una de les més grans influències en el pensament polític d’Antoni Comín.
Tot i que les seves inquietuds polítiques venen de molt antic -sempre a l'entorn de les forces polítiques d’esquerres i catalanistes- comença la seva militància més activa participant del moviment altermundialista, sorgit al voltant del Fòrum Social Mundial.
Del 2003 fins al 2011 va formar part del moviment polític de caràcter progressista, republicà i federal, creat per Pasqual Maragall, Ciutadans pel Canvi que agrupava sectors de l'esquerra catalanista més enllà dels partits polítics i que es presentava a les eleccions al Parlament de Catalunya en coalició amb el Partit dels Socialistes de Catalunya (PSC).

### Diputat al Parlament de Catalunya
Toni Comín va ser elegit diputat al Parlament de Catalunya a les eleccions del 2003 dins la candidatura de Ciutadans pel Canvi-PSC. Durant aquesta primera legislatura com a diputat va ser secretari de la Comissió d’Afers Institucionals, des d’on va seguir en primera línia l'elaboració del nou Estatut d’Autonomia de Catalunya aprovat en referèndum el 2006, i va col·laborar activament en les polítiques d’impuls de l'economia social i el cooperativisme del Govern de Catalunya, a més de presidir la Comissió Interdepartamental responsable del disseny i la gestió de la Renda Mínima d’Inserció.
A les eleccions del 2006 torna a ser elegit diputat i és nomenat president de la Comissió de Peticions, portaveu de la comissió de Cooperació i Solidaritat, i portaveu adjunt en la comissió d’Economia, encarregat de temes fiscals. Durant aquest mandat participa activament en la reforma de l'impost de successions.
Aquell mateix any assumeix la coordinació política de Ciutadans pel Canvi on liderarà la Iniciativa Legislativa Popular per una nova Llei electoral de Catalunya, la campanya “Via Federal”, que va posar sobre la taula per primera vegada en l’àmbit del socialisme catalanista la necessitat d’una reforma constitucional que reconegués el dret a l'autodeterminació de Catalunya, així com la campanya en favor de la Renda Bàsica.
Durant aquell període, Antoni Comín és nomenat vicepresident de la Fundació Catalunya Segle XXI, a on coordinarà el projecte “Consulta per la Justícia Global”,nascut arran del diàleg “Com fer justa la globalització”, en el marc del Fòrum Universal de les Cultures de Barcelona del 2004. D’aquest projecte va néixer l'exposició “Canvi de rumb. 9 condicions per a un món sense pobresa”, de la qual fou Comissari, i que va tenir lloc successivament al Castell de Montjuïc, 2010; al Recinte modernista de Sant Pau, 2011-2012 i al Centre Cultural Fundació Caixa de Terrassa, 2013.
Durant aquells anys va ser també el coordinador i impulsor del Seminari sobre “Democràcia Econòmica”, promogut per la Federació de Cooperatives de Treball de Catalunya.

### Evolució cap a l’independentisme
Després de la sentència del Tribunal Constitucional del 2010 sobre l’Estatut de Catalunya i les seves conseqüències polítiques, el desembre del 2013, juntament amb altres membres del Partit dels Socialistes crítics amb l’allunyament del Partit de la seva tradició catalanista, van crear un nou moviment Socialisme, Catalunya i Llibertat. Des d’aquest espai es va anar accelerant el seu acostament al moviment independentista i a ERC, que es concreta el 2015 amb la seva inclusió a les llistes de la candidatura independentista Junts pel Sí, a les eleccions al Parlament de Catalunya de la mà d'ERC.

### Conseller del Govern de la Generalitat
El 13 de gener de 2016, el nou president de la Generalitat, Carles Puigdemont, el va nomenar conseller del Govern de la Generalitat de Salut. Des del Departament de Salut, les seves prioritats van ser: 
- Revertir les retallades pressupostàries que havia patit el sistema de salut durant la Gran Recessió.
- Reduir les llistes d’espera per a les intervencions quirúrgiques i visites a l'especialista.
- Millorar el sistema d’urgències i emergències, impulsar les polítiques de salut mental des del paradigma comunitari.
- Revertir els concerts amb els hospitals privats amb afany de lucre.
- Promoure una reforma estructural i continuada de l'Atenció Primària.
- Posar la lluita contra les desigualtats en salut al centre de totes les polítiques.
- Enfortir el sistema de Salut Pública i impulsar l'estratègia de la salut en totes les polítiques, promoure l'estabilitat laboral dels professionals sanitaris.
- Recuperar la política d’inversions en infraestructures sanitàries (amb especial atenció a la renovació integral dels dos grans hospitals de Catalunya, el Vall d’Hebron i el Clínic).
- Transformar el model assistencial vigent fins aleshores per alguns col·lectius específics (transsexuals, pacients de fibromiàlgia, fecundació in vitro per a dones lesbianes, etc.), entre d'altres.[16]

### Referèndum de l’1 d’octubre del 2017
El dia 1 d’octubre del 2017 té lloc el referèndum per la independència. Com la resta de membres del govern, va ser destituït del seu càrrec de conseller de Salut de la Generalitat de Catalunya pel Govern espanyol en aplicació de l'article 155 de la Constitució Espanyola el dia 27 d'octubre de 2017. El 30 d'octubre de 2017 va haver de marxar cap a l'exili a Brussel·les, juntament amb el president Carles Puigdemont i tres consellers més del govern, Clara Ponsatí, Lluís Puig, i Meritxell Serret.

### Exili
Antoni Comín i Oliveres juntament amb la resta membres del govern català exiliats resten a la capital d’Europa i continuen la lluita contra la repressió espanyola des del cor mateix de les institucions europees. La persecució penal es va posar en marxa i la maquinària judicial del Tribunal Suprem espanyol farà mans i mànigues per aconseguir la seva extradició. L'Audiència Nacional emet la seva primera euroordre el 3 de novembre de 2017.
Mentrestant, Antoni Comín ja havia escollit per a residir, la històrica ciutat universitària de Leuven. El jutge belga fixarà la seva decisió sobre l'extradició pel 14 de desembre, però el jutge Llarena del Tribunal Suprem espanyol, decideix desactivar l'euroordre quan comprova les escasses possibilitats d’èxit davant la justícia belga.
El 7 de desembre més de 100.000 catalans omplen els carrers del barri europeu de Brussel·les desbordant qualsevol previsió en la manifestació convocada per Òmnium i l'ANC amb el lema “Desperta, Europa”.
A les eleccions del 21 de desembre, l'independentisme manté la majoria al parlament de Catalunya i Toni Comín és elegit diputat com a independent a les llistes d'ERC.
El 22 de març del 2018, el jutge Llarena del Tribunal Suprem, emet la segona euroordre contra els membres del govern català a l'exili que serà rebutjada pel jutge belga un any més tard, el 16 de maig del 2018. El jutge belga rebutja expressament l'extradició per un defecte de forma.
El 12 de juliol el tribunal de Schleswig-Holstein (Alemanya) descarta extradir Carles Puigdemont per rebel·lió i sedició. El dia 19 del mateix mes, el Tribunal Suprem decideix retirar en bloc totes les euroordres contra Antoni Comín i el president Puigdemont així com les emeses contra Lluis Puig, Clara Ponsatí i Meritxell Serret.

### Parlament Europeu

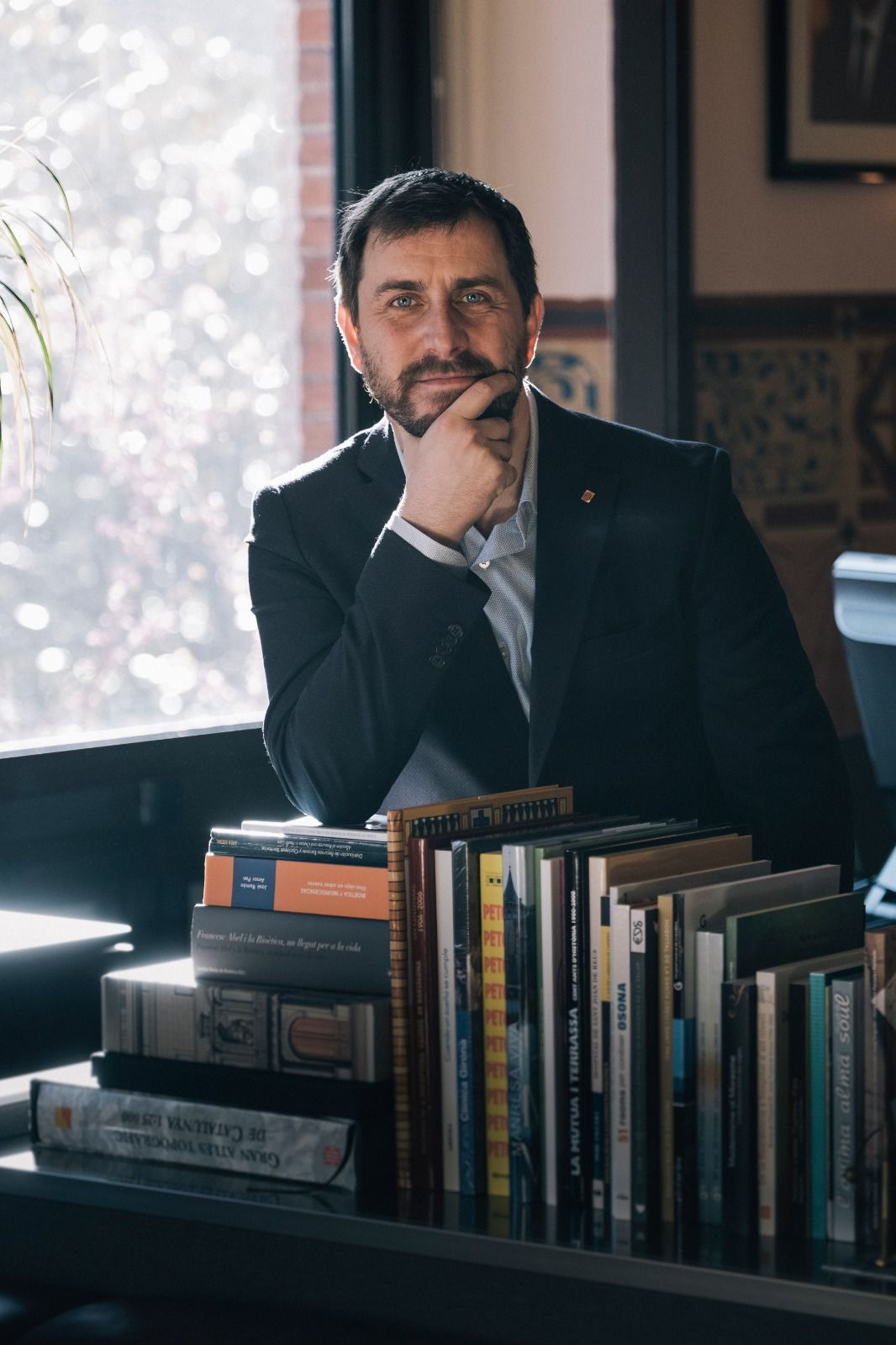
Antoni Comín i Oliveres a Leuven en una entrevista amb el Diario de Navarra, 2020

#### La lluita per l'escó
Les eleccions pel Parlament Europeu del 2019, suposen un nou tour de force amb les autoritats judicials espanyoles que faran tot el possible per impedir que els exiliats, Carles Puigdemont, Antoni Comín i Oliveres i Clara Ponsatí, puguin esdevenir eurodiputats. Primer la Junta Electoral Central els deixa fora de la llista "Lliures per Europa" després que el PP i Ciutadans van recórrer contra la seva candidatura argumentant la seva situació judicial el 14 de gener de 2020.
Es presentà llavors un recurs a la Sala del Contenciós del Tribunal Suprem que en la seva resposta va argumentar que Puigdemont, Ponsatí i Comín “tenen dret a presentar-se” a les eleccions europees.
Finalment, el 26 maig, a les eleccions europees, la llista de Junts i Lliures per Europa del president Puigdemont guanya a Catalunya, en sumar quasi un milió de vots, que li atorguen dos escons. Antoni Comín ocupa el segon lloc de la llista i és, per tant, escollit eurodiputat.
Un cop escollits, la Junta Electoral rebutja que el jurament de la Constitució espanyola es faci des de Bèlgica, cosa que els impedeix prendre possessió de l'escó quan va començar la legislatura, i tant Carles Puigdemont com Toni Comín, recorren al Tribunal de Justícia de la UE que el 19 de desembre del 2019 va rebutjar de ple les tesis del Tribunal Suprem espanyol. Així, després de sis mes de ser escollits, Antoni Comín i Oliveres i el president Carles Puigdemont van poder prendre possessió dels seus escons al Parlament Europeu.
Mentrestant el 14 octubre, el jutge Llarena dicta per tercera vegada una euroordre contra Carles Puigdemont i Antoni Comín pels delictes de sedició i malversació, hores després que el Tribunal Suprem notifiqués la sentència en la qual condemna a penes entre 9 i 13 anys de presó nou líders del procés. Però el 2 gener del 2020, la justícia belga suspèn el procediment pel qual havia de decidir sobre el seu lliurament o no a Espanya en constatar que gaudeixen d'immunitat parlamentària.

#### Immunitat parlamentària
El 16 gener del 2021, però, el Parlament Europeu anuncia el començament del suplicatori contra Carles Puigdemont, Antoni Comín i Clara Ponsatí (que entrarà com a eurodiputada un cop el Brexit es consumi) per tal de retirar-los la immunitat que els correspon com a eurodiputats i poder així reactivar l'euroordre.

#### Activitat parlamentària
Al Parlament Europeu, Antoni Comín, és membre de les Comissions pel Desenvolupament i l’Ajuda Humanitària. També és membre de la Comissió de Medi Ambient, Salut Pública i Seguretat Alimentària. Durant la legislatura Antoni Comín ha estat especialment actiu reivindicant l’aixecament de les patents de les vacunes contra la COVID-19 per tal d’accelerar el procés de vacunació als països del Sud, i a les qüestions relatives a la lluita contra el canvi climàtic.

### Consell per la República
Antoni Comín i Oliveres és vicepresident i responsable executiu del Consell per la República des de la seva presentació al Saló de Sant Jordi del 30 d'octubre de 2018. El Consell té com a missió la defensa del mandat derivat del referèndum de l’1 d’octubre, d’acord amb el qual Catalunya ha d’esdevenir un Estat independent en forma de República, ha preservat la seva legitimitat i treballa cada dia per fer-lo plenament efectiu. El Consell, des de Bèlgica, treballa per a difondre la causa independentista a escala internacional. Es considera l'embrió de les institucions de la República catalana proclamada l’octubre del 2017.
El 29 de febrer de 2020 el Consell va realitzar un acte multitudinari al Parc de les Exposicions de Perpinyà amb la presència de més de 150.000 persones, la concentració política més important que mai s'ha organitzat a França.
Des de Juny de 2024, Toni Comín és objecte d'una campanya de premsa, iniciada per El Món i continuada per El Confidencial. S' hi acusa Toni Comin de desviar donacions cap a entitats afins així com cap a despeses particulars basat en una lletra enviada per CATglobal. El 30 de juny del 2024, ni Toni Comín ni el MHP Carles Puigdemont han donat resposta pública a aquestes acusacions.{

### Col·laboracions amb mitjans de comunicació
Durant tota la seva trajectòria professional, Antoni Comín va col·laboirar regularment en molts mitjans de comunicació, sobretot en la premsa escrita i en la ràdio. Articles, tertúlies i col·laboracions diverses on ha pogut compartir la seva visió de l'actualitat dels darrers decennis a Catalunya, a Espanya, a Europa i al món.
El 1993 entra a formar part del Consell de Redacció de la revista El Ciervo —fundada entre d'altres pel seu pare, Alfonso Comín el 1951— on va col·laborar i publicar articles regularment i de manera ininterrompuda durant més de vint anys, fins a l’any 2015.
També ha col·laborat regularment amb el setmanari La República amb articles entre els anys 2018 i 2020. I anteriorment també havia publicat regularment durant diversos anys primer a El Mundo-Catalunya i a després al diari Ara. Durant tota la seva trajectòria professional ha publicat articles a molts altres mitjans escrits, diaris i revistes, entre altres El País, El Periódico, El Punt Avui, Iglesia Viva, o Quaderns de Cristianisme i Justícia, entre d'altres.
Va ser molt present als mitjans audiovisuals de Catalunya. La seva primera col·laboració fou amb el Programa Postres de Music de Catalunya Ràdio, el 1998, i participà més tard regularment en altres tertúlies polítiques en la mateixa emissora, així com en d'altres programes a Barcelona Televisió, COM Ràdio i a la tertúlia nocturna de RAC1. Durant cinc anys va ser tertulià del programa líder de les matinals de ràdio a Catalunya, El perquè de tot plegat a RAC1.

### Acusacions criminals
A part de la batalla legal amb l'estat espanyol, l'any 2024 van aparèixer acusacions d'haver malversat diners del Consell de la República i a primers de 2025 un col·laborador de la seva campanya a les darreres eleccions europees el va acusar d'assetjament sexual i psicològic. En ambdós casos Comín va negar les acusacions i anunciar accions criminals.

## Obres
- El sentido político de la marginación (Sal Terrae, 1996)
- "Emmanuel Mounier" (10 pensadors cristians del segle XX, 1997)
- Els canvis són possibles (1998)
- La igualtat, una fita pendent. Cristianisme i Justícia. (1999)[41]
- La mundialización: aspectos políticos, a ¿Mundialización o conquista? (1999)
- La unidad perdida del ser y el pensar (2000)
- Emmanuel Mounier, el seu impacte en el pensament polític (Diálegs, 2001)
- "Política e interioridad" (a La interioridad, un paradigma emergente, 2002)
- Los cambios son posibles (2002)
- Globalizar la política para democratizar la economía, a Mundo global, justicia parcial (2003)
- Autoritat mundial. Per a un lideratge planetari legítim. Cristianisme i Justícia. (2005)[42]
- Federalismo de la diversidad, en nombre de la igualdad (a Hacia una España plural, social y federal, 2005)
- Cuando llueve, sin duda hace falta un paraguas (a Sobre el presente y el futuro del sindicalismo, 2006)
- A fronte del dogmatismo, un elogio della critica, non del relativismo (2006)
- Governabilitat democràtica global: Proposta d'organització institucional (2007)
- "Europa dividida" (a Món dividit, 2007)
- Les paraules del socialisme (2008)
- Democràcia Econòmica. Cap a una alternativa al capitalisme (2009)
- "Notas (intempestivas) sobre el liberalismo" (a Liberalismo vs Socialdemocracia, 2010)